# Aleksandra Domanović
Aleksandra Domanović (serb. Александра Домановић; ur. w 1981 w Gložanie) – serbska artystka konceptualna.

## Życiorys
W 2001 ukończyła studia na wydziale architektury Uniwersytetu Lublańskiego. Naukę kontynuowała na Uniwersytecie Sztuki Stosowanej w Wiedniu.
Pierwszą indywidualną wystawę prac artystki zorganizowano w 2012 w Kunsthalle w Bazylei. Z twórczością Aleksandry Domanović mogli zapoznać się miłośnicy sztuki w Colchester, Hildesheim, Rotterdamie, Leeds, Mediolanie i w Wiedniu. Prace Aleksandry Domanović koncentrują się na kwestii obiegu i przekazu obrazów i informacji, w sytuacji, kiedy zmieniają się konteksty kulturowe i uwarunkowania historyczne. Oprócz rzeźby artystka zajmuje się także fotografią i projekcjami multimedialnymi. W swojej pracy Domanović wykorzystuje nowoczesne technologie, ale także wykorzystuje tradycyjne techniki (gobeliny).
Mieszka w Berlinie.